# Prado (apelido)
Prado, de linhagem muito antiga, que provém de Estevão Carpinteiro. cuja ascendência alguns querem se deduza de D. Ramiro Nuno do Prado, que pelos anos de 967 casou com D. Moninha Arias, filha herdeira de Arias Carpento. Estevão Carpinteiro teve por filho a Pedro Esteves Carpinteiro, com geração. Pedro Esteves Carpinteiro teve de D. Branca, filha do rei D. Afonso III de Portugal,  por filho bastardo a D. João Nunes do Prado, mestre de Calatrava, que serviu ao rei D. Afonso e a seu filho D. Pedro de Castela, que o mandou matar em Almagro. Deste D. João Nunes do Prado nasceram  João Nunes do Prado, que se supõe ter casado em Toledo e deixado geração do mesmo apelido, e Estevão Carpinteiro, de que parece ter ficado descendência com o apelido de Prado.

## Brazão de Armas
As armas usadas em Portugal pelos Prados são as dos Pinheiros, de Barcelos, com alteração da cor do campo, armas que adotaram por João do Prado haver casado com D. Isabel Pinheiro, porém nem todos descendem deste matrimonio. Os Prados portugueses trazem, pois: de ouro, com um pinheiro de verde, acompanhado, à esquerda, de um leão aleopardado de negro.
Timbre:leão sainte de negro.
Em Espanha as armas são diferentes.

## Fonte
ARMORIAL LUSITANO. Editorial Enciclopédia Ltda. Lisboa, 1961. Dr. Afonso Eduardo Martins Zuquete. pág.449.